# Старопольское сельское поселение
Старопо́льское се́льское поселе́ние — муниципальное образование в Сланцевском районе Ленинградской области. Административный центр — деревня Старополье.

## География
Поселение расположено в восточной части района. 
По территории поселения проходят автодороги:
- 41К-027 (Старополье — Осьмино)
- 41К-161 (Ликовское — Новый — Овсище)
- 41К-162 (Заручье — Шавково)
- 41К-163 (Менюши — Каменец)
- 41К-188 (Гостицы — Большая Пустомержа)
- 41К-776 (подъезд к дер. Подлесье)
- 41К-777 (подъезд к дер. Пенино)
- 41К-778 (подъезд к дер. Велетово)
- 41К-779 (подъезд к дер. Морди)
- 41К-780 (Старополье — Карино)
- 41К-796 (Поречье — Подлесье)
- 41К-797 (Лесище — Дубо)
- 41К-810 (Кологриво — Лосева Гора — Заручье)
- 41К-811 (Заручье — Говорово)
- 41К-812 (Филево — Перегреб)
- 41К-813 (Негуба — Жаворонок)
- 41К-814 (Старополье — Соболец)
- 41К-815 (Рудница — Марино)
- 41К-816 (Пенино — Дретно — Коленец)

Расстояние от административного центра поселения до районного центра — 44 км.

## История
В начале 1920-х годов в составе Ложголовской волости Кингисеппского уезда был образован Заклепский сельсовет. 
В августе 1927 года Заклепский сельсовет вошёл в состав вновь образованного Осьминского района Лужского округа Ленинградской области. 
В ноябре 1928 года центр Заклепского сельсовета был перенесён в деревню Старополье, а сельсовет переименован в Старопольский. 
23 декабря 1960 года к Старопольскому сельсовету был присоединён Кологривский сельсовет. 
2 августа 1961 года Осьминский район был ликвидирован, Старопольский сельсовет передан в состав Сланцевского района. 
По данным 1990 года в состав сельсовета были включены упразднённые Заручьевский и Ложголовский сельсоветы.
18 января 1994 года постановлением главы администрации Ленинградской области № 10 «Об изменениях административно-территориального устройства районов Ленинградской области» Старопольский сельсовет, также как и все другие сельсоветы области, был преобразован в Старопольскую волость.
1 января 2006 года в соответствии с областным законом № 47-оз от 1 сентября 2004 года «Об установлении границ и наделении соответствующим статусом муниципального образования Сланцевский муниципальный район и муниципальных образований в его составе» было образовано Старопольское сельское поселение, в его состав вошли территории бывших Старопольской и Овсищенской волостей.

## Население
| 2006  | 2010  | 2011  | 2012  | 2013  | 2014  | 2015  |
| ----- | ----- | ----- | ----- | ----- | ----- | ----- |
| 2400  | ↘2319 | ↗2327 | ↗2381 | ↗2384 | ↘2356 | ↘2353 |
| 2016  | 2017  | 2018  | 2019  | 2020  | 2021  | 2023  |
| ↘2312 | ↘2257 | ↘2252 | ↘2196 | ↘2170 | ↗2461 | ↘2456 |
| 2024  | 2025  |       |       |       |       |       |
| ↘2414 | ↗2415 |       |       |       |       |       |

## Состав сельского поселения
В состав сельского поселения входят 57 посёлков и деревень:
| №  | Населённый пункт | Тип населённого пункта          | Население   |
| -- | ---------------- | ------------------------------- | ----------- |
| 1  | Бор              | деревня                         | ↗11 (2017)  |
| 2  | Борисова Гора    | деревня                         | ↘0 (2017)   |
| 3  | Буряжки          | деревня                         | ↘7 (2017)   |
| 4  | Велетово         | деревня                         | →4 (2017)   |
| 5  | Говорово         | деревня                         | →1 (2017)   |
| 6  | Данилово         | деревня                         | ↘2 (2017)   |
| 7  | Деткова Гора     | деревня                         | ↘1 (2017)   |
| 8  | Дретно           | деревня                         | ↘6 (2017)   |
| 9  | Дубо             | деревня                         | ↘0 (2017)   |
| 10 | Дубок            | деревня                         | ↘3 (2017)   |
| 11 | Жаворонок        | деревня                         | →0 (2017)   |
| 12 | Загорье          | деревня                         | ↗23 (2017)  |
| 13 | Зажупанье        | деревня                         | ↗4 (2017)   |
| 14 | Заклепье         | деревня                         | ↗35 (2017)  |
| 15 | Замошье          | деревня                         | ↗79 (2017)  |
| 16 | Заручье          | деревня                         | ↗30 (2017)  |
| 17 | Засосье          | деревня                         | ↗6 (2017)   |
| 18 | Карино           | деревня                         | →15 (2017)  |
| 19 | Китково          | деревня                         | ↘5 (2017)   |
| 20 | Козья Гора       | деревня                         | →2 (2017)   |
| 21 | Коленец          | деревня                         | ↘1 (2017)   |
| 22 | Кологриво        | деревня                         | ↗84 (2017)  |
| 23 | Кошелевичи       | деревня                         | →24 (2017)  |
| 24 | Куреши           | деревня                         | ↗18 (2017)  |
| 25 | Лесище           | деревня                         | ↘2 (2017)   |
| 26 | Ликовское        | деревня                         | ↗23 (2017)  |
| 27 | Ложголово        | деревня                         | ↘45 (2017)  |
| 28 | Лосева Гора      | деревня                         | ↘8 (2017)   |
| 29 | Лужки            | деревня                         | ↗6 (2017)   |
| 30 | Марино           | деревня                         | ↘1 (2017)   |
| 31 | Межник           | деревня                         | ↗5 (2017)   |
| 32 | Менюши           | деревня                         | ↗17 (2017)  |
| 33 | Морди            | деревня                         | ↗42 (2017)  |
| 34 | Нарница          | деревня                         | ↘6 (2017)   |
| 35 | Новый            | посёлок                         | ↗5 (2017)   |
| 36 | Овсище           | деревня                         | ↗837 (2017) |
| 37 | Пенино           | деревня                         | ↘0 (2017)   |
| 38 | Перегреб         | деревня                         | ↗5 (2017)   |
| 39 | Плешево          | деревня                         | ↗8 (2017)   |
| 40 | Подлесье         | деревня                         | ↘8 (2017)   |
| 41 | Поречье          | деревня                         | ↘70 (2017)  |
| 42 | Растило          | деревня                         | ↘2 (2017)   |
| 43 | Рожновье         | деревня                         | ↗20 (2017)  |
| 44 | Рудница          | деревня                         | ↘0 (2017)   |
| 45 | Русско           | деревня                         | ↘12 (2017)  |
| 46 | Селково          | деревня                         | ↗4 (2017)   |
| 47 | Соболец          | деревня                         | ↗5 (2017)   |
| 48 | Сорокино         | деревня                         | ↘4 (2017)   |
| 49 | Старополье       | деревня, административный центр | ↗823 (2017) |
| 50 | Столбово         | деревня                         | ↘7 (2017)   |
| 51 | Струитино        | деревня                         | →1 (2017)   |
| 52 | Усадище          | деревня                         | ↘3 (2017)   |
| 53 | Фёдорово Поле    | деревня                         | ↘0 (2017)   |
| 54 | Филево           | деревня                         | ↗7 (2017)   |
| 55 | Хотило           | деревня                         | ↗22 (2017)  |
| 56 | Чудская Гора     | деревня                         | ↘19 (2017)  |
| 57 | Шакицы           | деревня                         | ↘24 (2017)  |